# 马黄纯蛛
马黄纯蛛（学名：Castianeira tinae）为圆颚蛛科纯蛛属的动物。分布于印度以及中国大陆的江苏、浙江、安徽、湖南、四川、陕西等地，多栖息于山区稻田或山区旱地。该物种的模式产地在印度。

## 外部連結
- 維基物種上的相關：马黄纯蛛